# Esenbeckia delta
Esenbeckia delta är en tvåvingeart som först beskrevs av James Stewart Hine 1920.  Esenbeckia delta ingår i släktet Esenbeckia och familjen bromsar. Inga underarter finns listade i Catalogue of Life.